# История почты и почтовых марок Антигуа и Барбуды
История почты и почтовых марок Антигуа и Барбуды охватывает развитие почтовой связи в Антигуа и Барбуде, независимом государстве на одноимённых островах и острове Редонда в группе Малых Антильских островов Карибского моря со столицей в Сент-Джонсе во времена британского колониального управления и после обретения независимости (в 1981 году).

## Развитие почты
Остров Антигуа был открыт Христофором Колумбом в 1493 году и был назван в честь церкви Санта-Мария-ла-Антигуа в Севилье. Впервые заселён в 1632 году. По Бредскому соглашению в 1667 году эта территория стала британским владением.
Организация почтовой связи на Антигуа находились под контролем главного почтмейстера Великобритании в Лондоне до 1 мая 1860 года. В марте 1841 года власти острова учредили внутреннюю почтовую службу, занимавшуюся доставкой почты между Сент-Джонсом и English Harbour, с почтмейтером Скотландом во главе. С 1858 года на Антигуа появилась возможность использования почтовых марок Великобритании. На почтовых отправлениях из Сент-Джонса ставился номерной почтовый штемпель «А02», а на письмах из Английской гавани — «А18».
Законом Антигуа о почтовой связи (англ. Post Office Act), принятым 24 апреля 1860 года Ассамблеей Подветренных островов, она передавалась в ведение местного самоуправления.
В период с 31 октября 1890 года по июль 1903 года на Антигуа находились в обращении почтовые марки Подветренных островов.

## Выпуски почтовых марок

### Антигуа

#### Первые марки
Первый заказ на изготовление собственных почтовых марок был на марку номиналом в 6 пенсов, предназначенную для оплаты стоимости пересылки писем из Антигуа в Великобританию. Партия из 8 тысяч почтовых марок, была отправлена 1 июля 1862 года типографией «Перкинс Бэкон». Марки прибыли и поступили в обращение примерно в августе 1862 года. В 1863 году была выпущена однопенсовая марка. Рисунок этих почтовых марок основан на изображении головы королевы Виктории, выполненном Эдвардом Генри Корбулдом и был выгравирован Чарльзом Генри Джинсом.

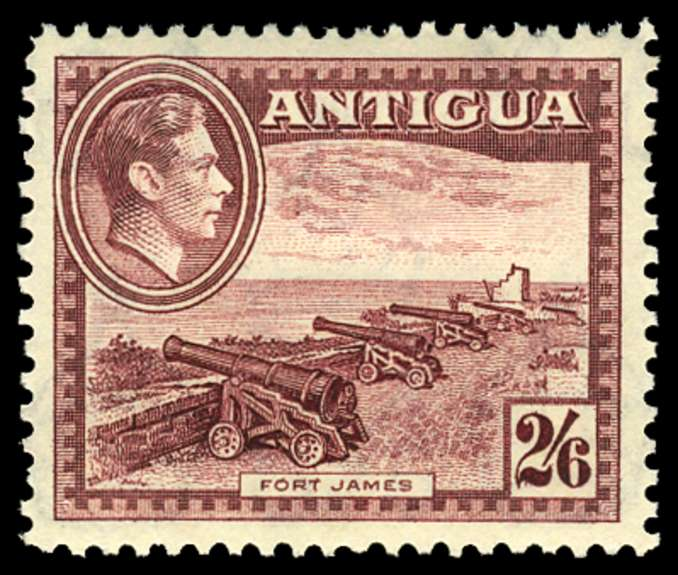

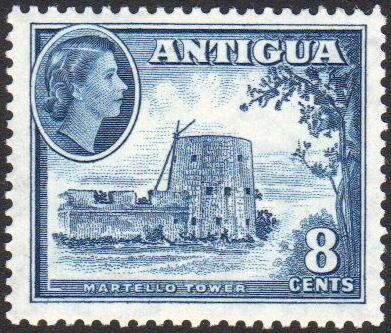

#### Последующие эмиссии
Печатные пластины, с которых в типографии «Перкинс Бэкон» печатались до этого все марки Антигуа, были переданы новому подрядчику этой колонии, типографии De la Rue, 23 ноября 1871 года. Почтовые марки номиналом в 2½ пенса и 4 пенса нового дизайна, известного как «колониальный тип», были выпущены в 1879 году. Марка номиналом в ½ пенни была эмитирована в 1882 году, а в 1884 году были выпущены почтовые марки номиналом в 2½ пенса в изменённом цвете и номиналом в 1 шиллинг с использованием рисунка колониального типа, как и прежде.
На заседании 29 июня 1903 года исполнительный совет Подветренных островов разрешил использование отдельных выпусков на каждом из этих островов одновременно с выпусками Подветренных островов. В июле 1903 года были эмитированы марки десяти номиналов от ½ пенни до 2 шиллингов 6 пенсов с изображением Королевского герба и печати Антигуа и номиналом в 5 шиллингов с изображением головы короля Эдуарда VII[≡].
Антигуа поддерживала эмиссию почтовых марок для всех последующих британских правителей вплоть до короля Георга VI[≡] и королевы Елизаветы II[≡].

#### Общее число выпусков
Всего в эпоху королевы Виктории были эмитированы семь разных марок, и ещё десять разных марок были выпущены при короле Эдуарда VII. Во время правления короля Георга V в общей сложности вышло 29 различных почтовых марок, и 25 почтовых марок было выпущено при Георге VI[≡]. С 1953 года, когда началаось правление королевы Елизаветы II, и по 2009 год было эмитировано около 3 тысяч разных почтовых марок[≡].

### Барбуда
Первые почтовые марки Барбуды вышли в 1922 году и представляли собой серию почтовых марок колонии Подветренные острова 1921 года выпуска, на которой была сделана надпечатка «Barbuda» («Барбуда»). Первая и единственная серия марок Барбуды состояла из 11 марок номиналами от полпенса до 5 шиллингов. После этого на Барбуде в период с 1924 года по 1968 год в обращении находились почтовые марки Антигуа и Подветренных островов.
В 1968 году был заключён контракт с зарубежным филателистическим агентством на выпуск почтовых марок, после чего начали массово выпускаться почтовые марки оригинальных рисунков. В том же 1968 году вышла первая памятная серия Барбуды и одновременно её первый почтовый блок. Договор с филателистическим агентством был расторгнут в 1971 году.
Начиная с 1973 года, для Барбуды эмитировались почтовые марки Антигуа с надпечаткой названия острова. Также вышло небольшое количество почтовых марок оригинальных рисунков. Впоследствии текст надпечатки был изменён на «Barbuda Mail» («Почта Барбуды»).

### Редонда
С 1979 года для этого небольшого необитаемого острова в составе Антигуа и Барбуды выпускались в значительных количествах почтовые марки и блоки модной тематики. На таких марках и блоках указывалось название острова: «Redonda» («Редонда»). Почтовая служба Антигуа принимала почтовые отправления с наклеенными марками Редонды. Поскольку остров Редонда необитаем, прошедшие почту марки Редонды могут быть погашены только штемпелем почтового отделения острова Антигуа.

### Независимость

#### Тематика
Почтовые марки этого островного государства, как и других подобных эмитентов, отличаются красочностью и обилием различных сюжетов и тем, представленных на них. Например, в октябре 1984 года почта Антигуа и Барбуды изготовила серию из четырёх марок и блока (Sc #782, 784, 786, 789, 791), посвящённую 150-летию со дня рождения Э. Дега. Миниатюры воспроизводят картины: «Танцовщицы» (надпись на марке — «The Blue Dancers»), «Пейзаж с танцовщицами» (надпись на марке — «The Pink Dancers»), «Две танцовщицы» и «Танцовщицы у станка», на блоке — «Три русские танцовщицы».
| Почтовые марки Антигуа и Барбуды, посвящённые художнику Эдгару Дега и его картинам (1984)                              | Почтовые марки Антигуа и Барбуды, посвящённые художнику Эдгару Дега и его картинам (1984) |
| --- | ----------------------------------------------------------------------------------------- |
| |                                                                                           |
| 15 центов — «Танцовщицы», 50 ц. — «Пейзаж с танцовщицами», 70 ц. — «Две танцовщицы», 4 доллара — «Танцовщицы у станка» |                                                                                           |

## Цельные вещи
По сравнению с почтовыми марками Антигуа выпустила в обращение очень мало цельных вещей. По состоянию на 1990 год, были изданы 23 цельные вещи, перечисленные ниже:
- Всего вышло шесть разных почтовых карточек: одна в 1880 году, две в 1886 году, одна в 1903 году и одна в 1924 году. Были также произведены три почтовые карточки для ответа: две в 1886 году и одна в 1903 году.
- Были выпущены только два маркированных конверта — с впечатанными марками номиналом в 1 пенни и 2½ пенса, оба в 1903 году.
- Всего вышло девять конвертов для заказных писем, если учитывать разные размеры: два в 1903 году, четыре в 1924 году и три в 1959 году.
- В 1967 году появилась единственная аэрограмма острова.
- Две бандероли были выпущены в 1903 году.